# ملكة في المنفى (مسلسل)
مسلسل من بطولة نادية الجندي ومن إخراج محمد زهير رجب ووائل فهمي عبدالحميد، وقصة وسيناريو وحوار راوية راشد.
مسلسل مصري انتج 2010 وعرض في شهر رمضان 1431
تدور أحداث المسلسل عن حياة الملكة نازلي (نادية الجندي) بداية من زواجها من الملك فؤاد (فايق عزب) واختيار البريطانين له ملك يحكم مصر وكيف استخدمها كواجهه حضارية أثناء رحلته التاريخية إلى أوربا لتتحدث عنه كل الصحف الفرنسية والإنجليزية وتعلن عن انتهاء عصر النساء في مصر على الرغم كانت مصر في شبه عزلة عن مجريات الأمور وكذلك دورها في تثبيت ابنها الملك فاروق (حسام فارس) على العرش بعد وفاة والده ومحاولتها التأثير عليه وتوجيهه سياسيا الأمر الذي يتعارض مع رجال حاشيته. وكيف كانت الملكة نازلي ان تشارك الأمراء وملوك اوربا في احتفالتهم وكيف كان هذا الأمر يزعج السلطة المصرية. وتتعرض الأحداث إلى علاقة الملكة نازلي بأبنائها وبناتها والدفاع عنهم وعن مصالحهم. وزواج الملك فاروق من الملكة فريدة التي انجبت الأميرة فريال تشعر الملكة نازلي بالقلق على ابنها والعرش وتتولى الأحداث.

## بطولة
| - نادية الجندي: الملكة نازلي - محمود قابيل: السيناتور لاروز - كمال أبو رية: أحمد حسنين باشا - شريف سلامة: رياض غالي - حسام فارس: الملك فاروق الأول - سامح السيد: شريف باشا صبري - فايزة كمال: سميرة زوجة أحمد حسنين باشا - شيري عادل: فتحية بنت فؤاد - منى هلا: الاميرة فوزية بنت فؤاد الأول - نور قدري: الاميرة فايقة - رشا نور الدين: الاميرة فوزية - منال سلامة: الاميرة فوقية - جمال إسماعيل: والد الملكة نازلي - خليل مرسي: علي ماهر باشا - محمد متولي: مصطفى النحاس باشا - فايق عزب: الملك فؤاد الأول - سلوى محمد علي: والدة رياض غالي - جلال عبد القادر: رئيس الديوان - فؤاد شرف الدين: ادوين - لمياء الأمير: زينب - أشرف النعماني: السير مايلز لامبسون - وفاء سالم: ليز - محمد مرزبان: برنفيلد محامي فتحية - إيفا: نعمة الله | - عمرو القاضي: فؤاد صادق - أحمد رفعت: محمد رؤوف - عمر زهران: إسماعيل شيرين - سمير صبري: لومي - ليلى طاهر: الاميرة شويكار زوجة فؤاد الاولي - عايدة عبد العزيز: السلطانة ملك - عبد الرحمن أبو زهرة: رضا بهلوي امبراطور إيران - باسم مغنية: محمد رضا بهلوي شاه إيران - ليلى عربي: الأميرة أشرف بهلوي - فريال يوسف: الملكة نازلي في الشباب - ساميه عبد الله - عفاف مصطفى: صفية زغلول - غادة فلفل - محمد أمين (ممثل) - ملك قورة: رانيا - فادي غالي: ابن فتحية ورياض غالي - عادل عشوب: ابن فتحية ورياض غالي - حسناء سيف الدين - احمد عثمان - أسامة أسعد: خليل زوج الملكة نازلي - نادر علاء - تامر شلتوت - ريم المنسي - ياسمين رحمي: امينه | - أميرة أنطوان - جميلة عزيز - ناجي سعد - عبد السلام الدهشان - ماهر ماهر - جلال عيسى - إيناس عز الدين: سنية - مها البحيري - بسملة عماد: طفلة - مريم وائل: طفلة - نورهان وجيه: طفلة - مريم سمير: طفلة - مريم هاني: طفلة - ملك بهجت: طفلة - شهد ايهاب: طفلة - أبو النصر فتحي: طفل - ايمان أبو الدهب - ايمان الشريف: الملكة فريدة - هناء بركات - عصام العشري - نيرة عارف - طارق سليمان - صبري يوسف - نجوى الديب | - هاني قنديل - حسن عثمان - محمود الشاذلي - طلعت الشريف - مجدي عبد الظاهر - محمد سراج - حسام بسيوني - عبد الناصر عبد الجليل - جلال زكي - نبيل البرديسي - صلاح خليفة - وائل فريد - أحمد فايز - خالد عمارة - كمال الحفناوي - صفوت صبحي - محمد منصور - مجدي منير - أحمد كمال - محمد رمزي - أحمد عبد الجليل - احمد عبد المنعم - علي جمال الدين - مصطفى حسن | - سمير الكردي - محمد الجنايني - حمدي ندا - محمد الدسوقي - رياض حسين - سيد عيد - سيد ممدوح - محمد فرغلي - محمود حجازي - محمد قشطة - ياسر جودة - مصطفى سمير - حسين عطا - سمير متولي - ماجد معروف - هناء طه - سمير حكيم - محمد نبوي - محمد نبيل - محمد عبد الخالق - طارق توفيق - رضا ربيع - عبد الرؤوف الجندي - خالد أبو زهرة |